# يان ماي
جان ماي (بالألمانية: Jan May)‏ هو دراج على المضمار ألماني، ولد في 11 يونيو 1996 في لانداو إن در بفالتس في ألمانيا.

## وصلات خارجية
- جان ماي على موقع أرشيف الدراجات (الإنجليزية)